# Akwa
Ne doit pas être confondu avec Akwa Group.
Akwa, nommé Akwa Town par les premiers explorateurs de la côte du Cameroun, est un quartier de Douala, de la commune d'arrondissement de Douala I.

## Géographie
Akwa est délimité par le boulevard du Général Leclerc, le rond-point 4e, le boulevard de la République et la zone direction Regifercam.

## Histoire
Le nom du quartier d'Akwa est celui de l'un des trois clans de l'ethnie Douala avec Bell et Deido.

## Quartiers
Akwa regroupe les quartiers : Bonalembé, Bessengué, Bonabékombo, Bonamouti, Bonejang, Bonelang, Bonébong, Bonéléké, Bonabwandja, Bonadibong, Bonamoukouri, Bonamikengué, Sandaga.

## Chefferie traditionnelle
La chefferie de 1er degré Akwa constitue l'un des six cantons de Douala, il s'étend sur 20 villages : Boneleke, Bonalembe, Bonamouti, Bessengué, Bonangang, Bonadibong, Bonambwanja, Bonabekombo, Bonewonda, Bonabeyike, Bonamikengue, Bonelang, Bonabela Nkon, Bonamouang, Bonangando, Bonebong, Bonejang, Bonamoukouri, Bonamoussadi Bangue. La plupart des quartiers sont désignés par le préfixe Bona de langue douala qui signifie : gens de, famille, clan ou quartier.

## Éducation
L'enseignement est assuré par les établissements :
- Collège De La Salle
- École publique d'Akwa
- École Saint-Jean-Bosco
- Collège protestant Émile Saker
- Collège Libermann
- Collège King Akwa
- Lycée d'Akwa
- Collège Integ

## Économie
Quartier animé du centre-ville, il s'agit aujourd'hui du principal quartier commercial de Douala. Akwa abrite les sièges de la Bourse de Douala (Douala Stock Exchange), des principales compagnies télécoms du pays ainsi que de nombreux restaurants, bars et boîtes de nuit.

## Édifices et monuments

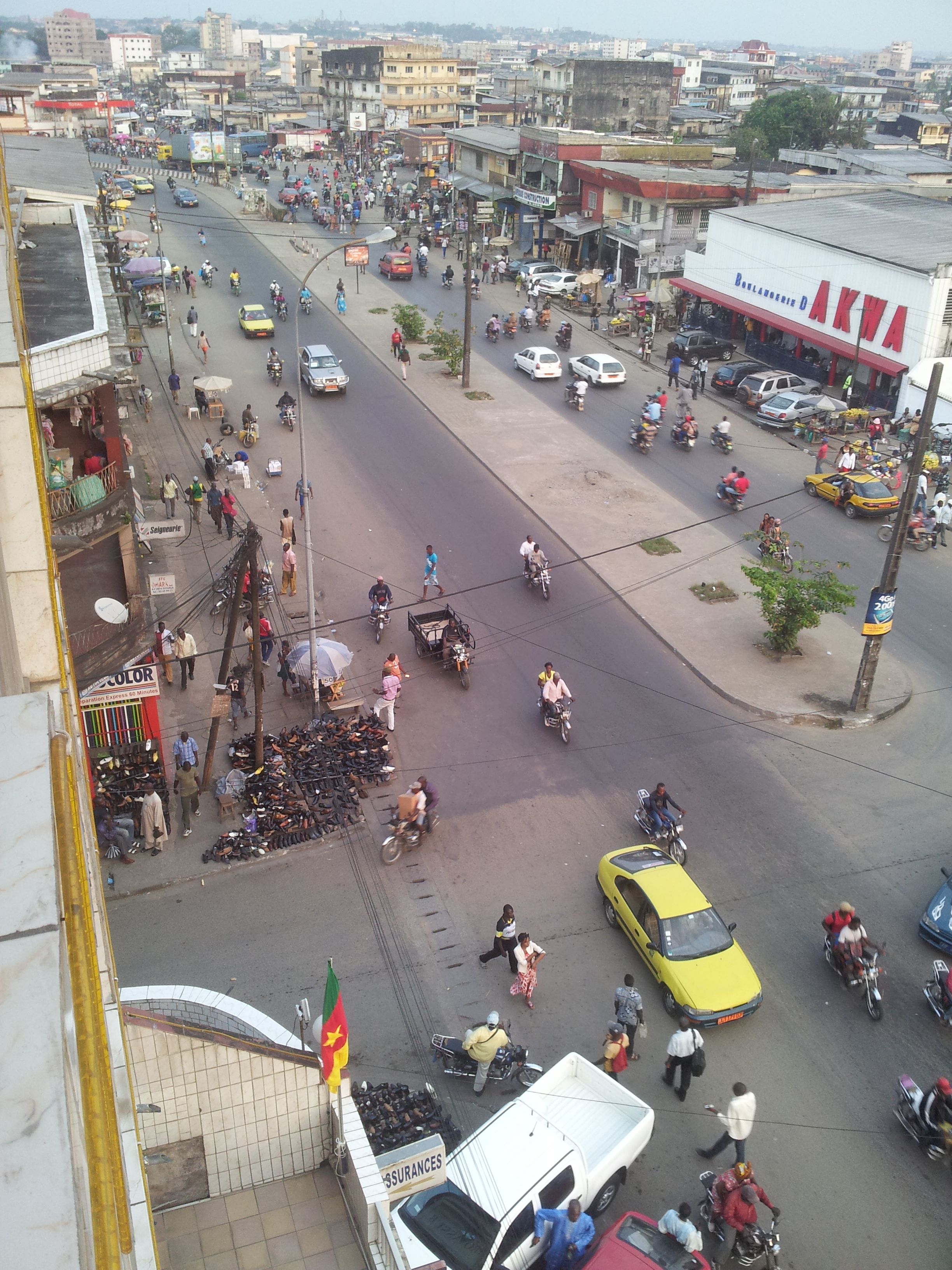
Vue sur le boulevard de l'Unité.
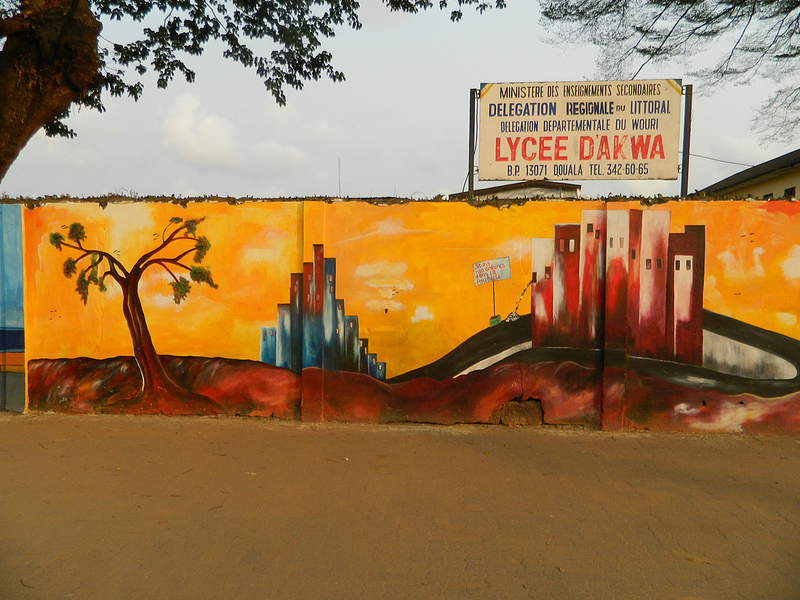
Lycée d'Akwa à Douala.
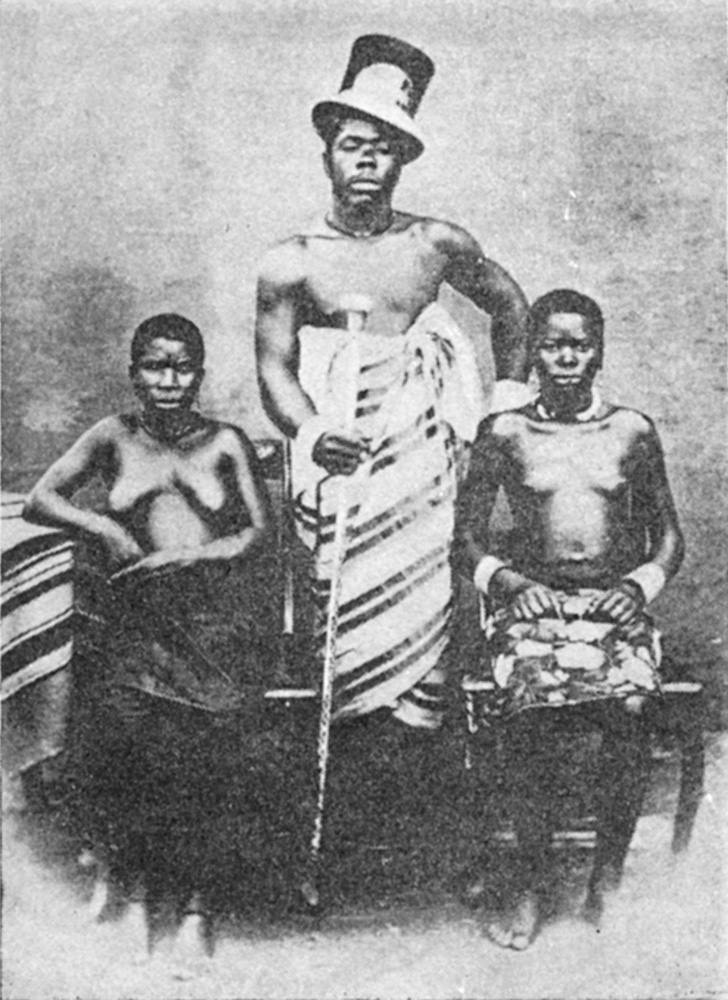
Le roi Akwa et ses épouses.
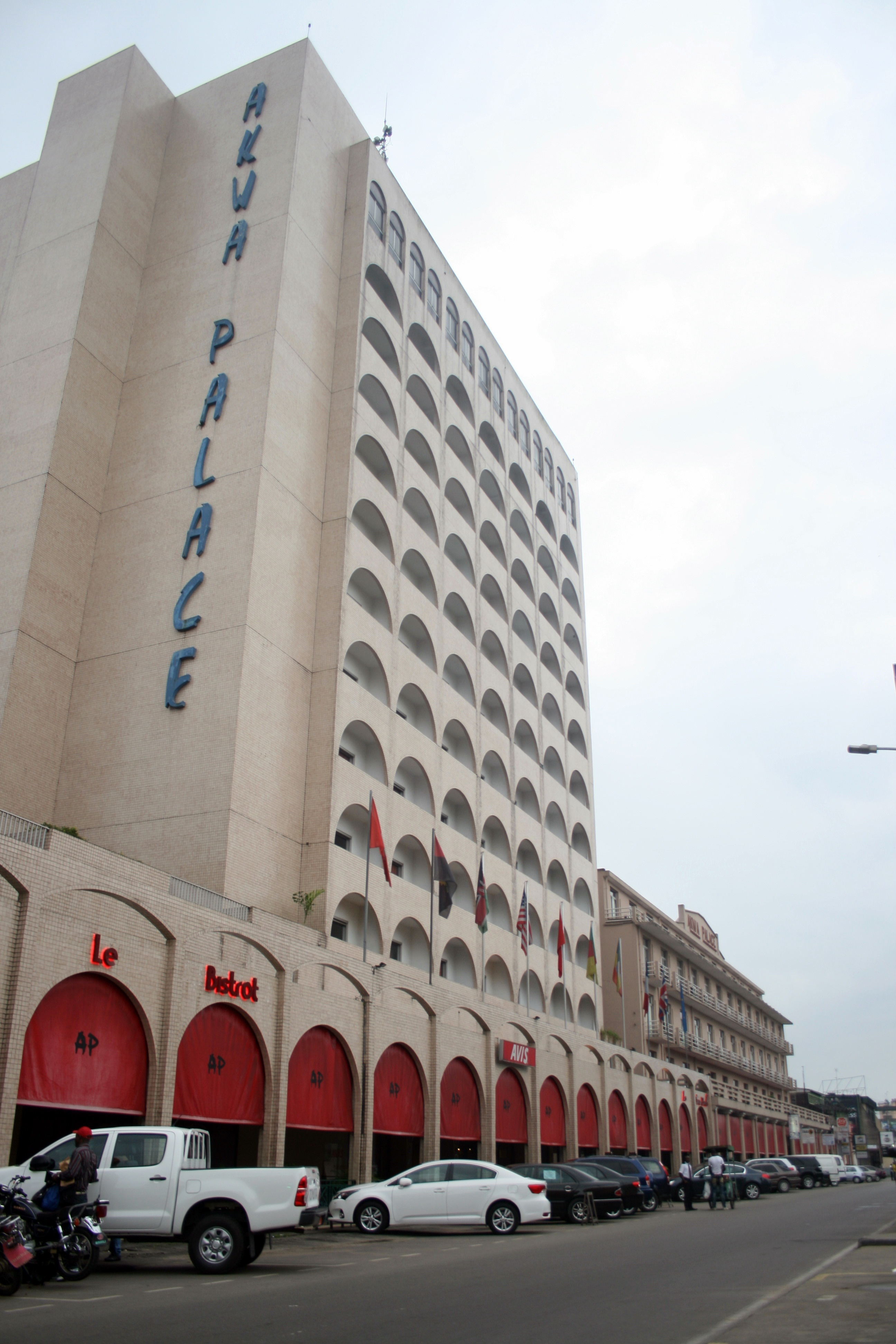
Hôtel Akwa Palace, vue de gauche.
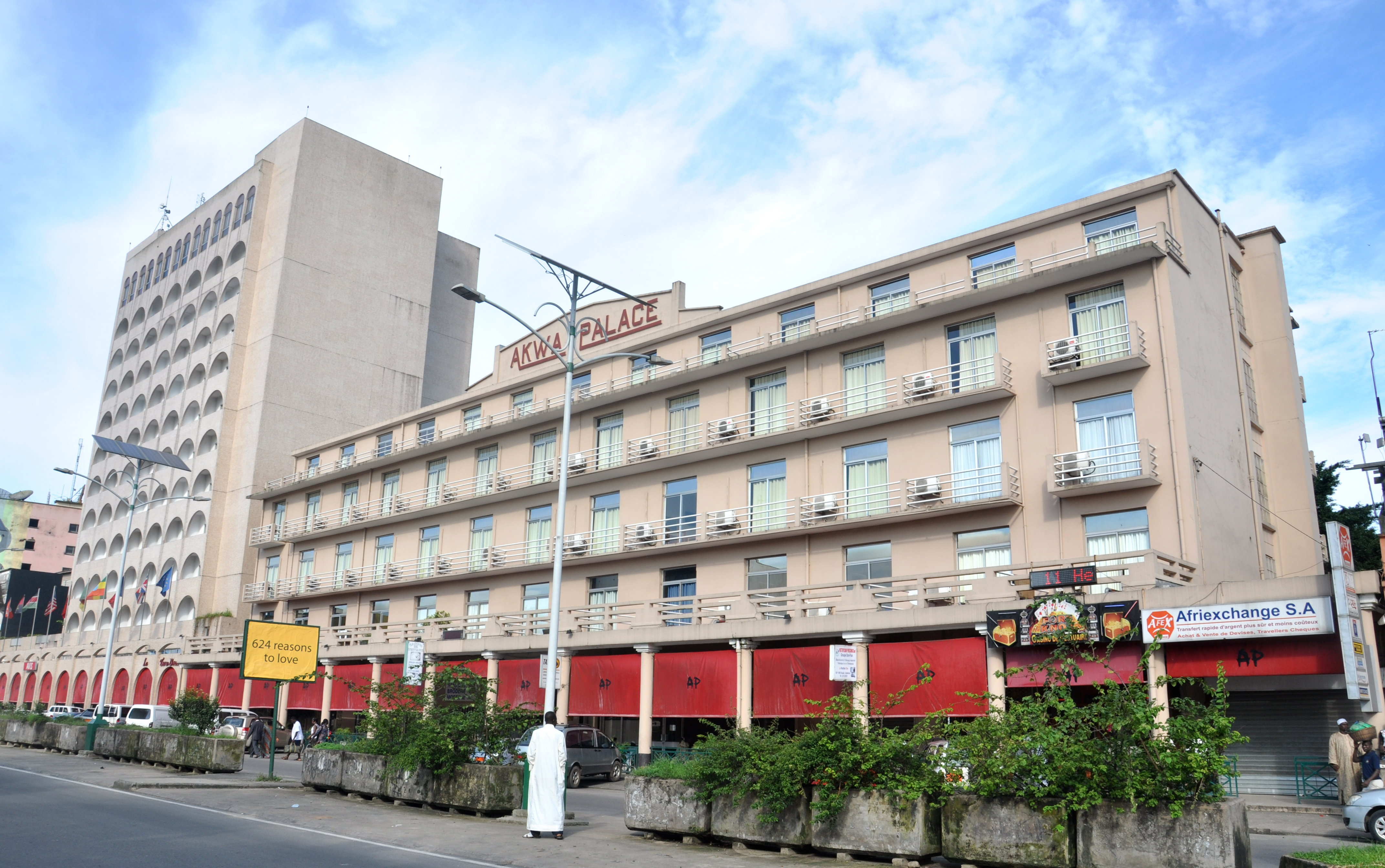
Vue de profil de l'hôtel Akwa Palace.
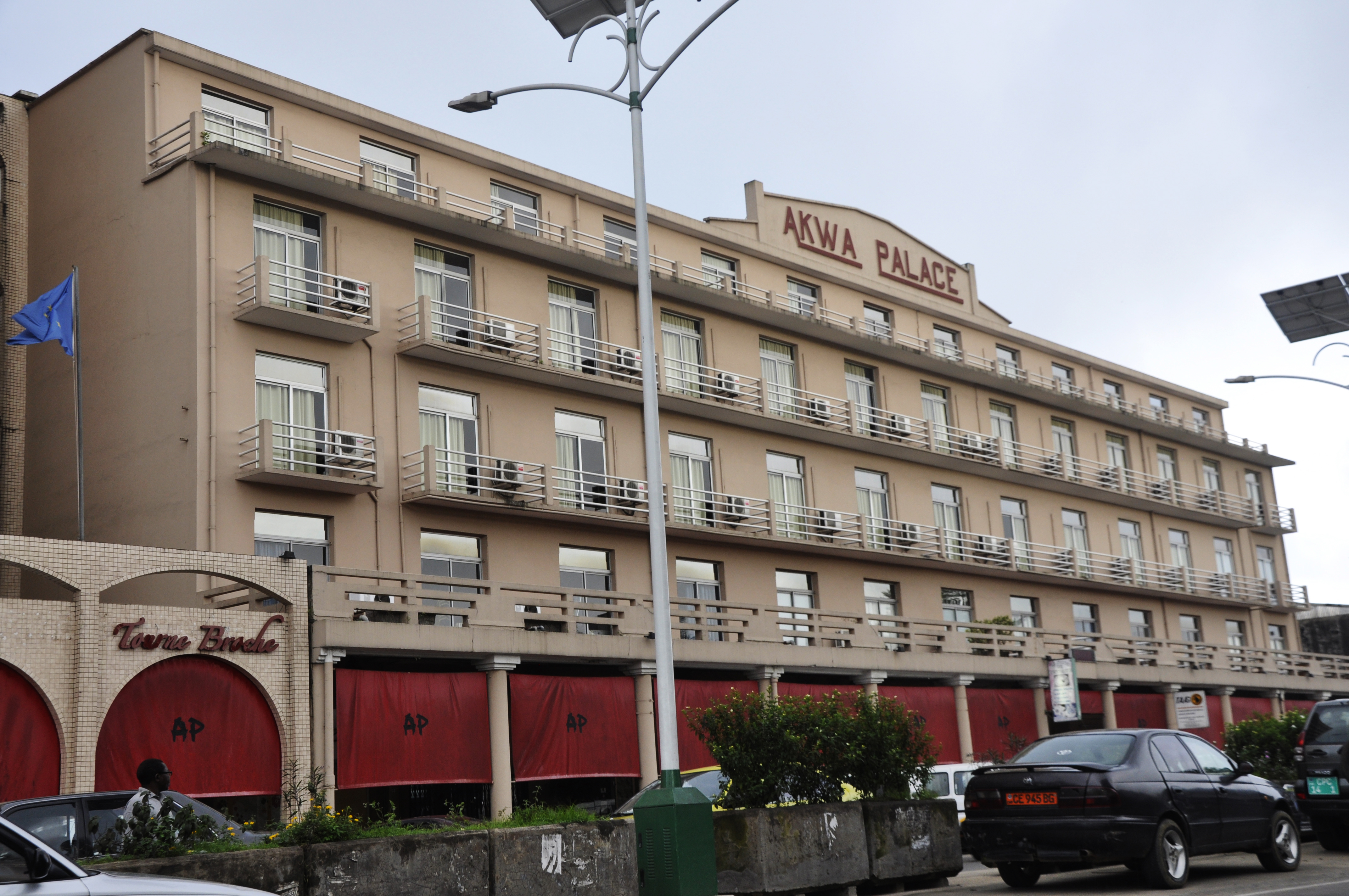
1er immeuble de l’hôtel Akwa Palace.
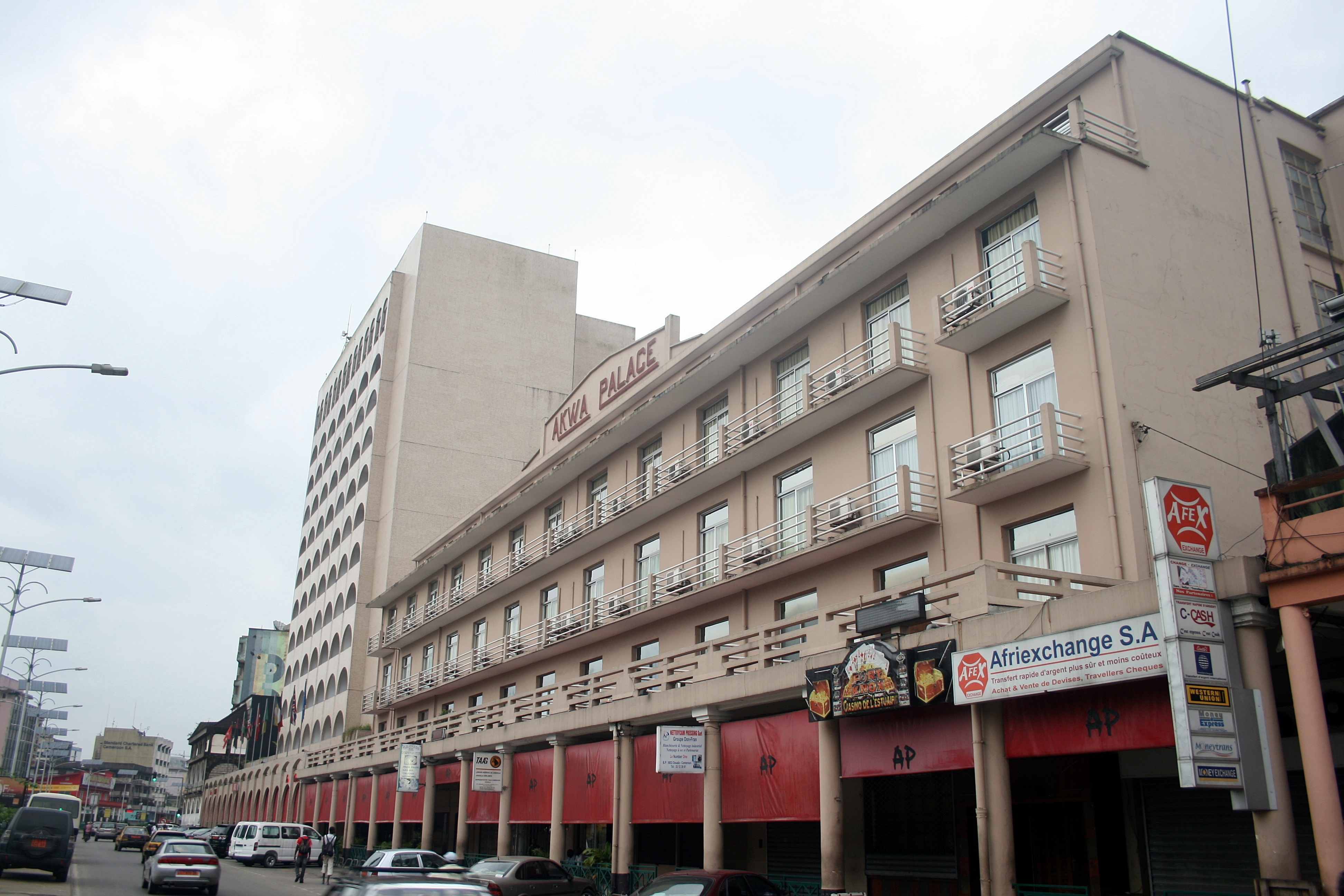
Vue de droite de l'hôtel Akwa Palace de Douala.
Vue de face de l'hôtel Akwa Palace de Douala.
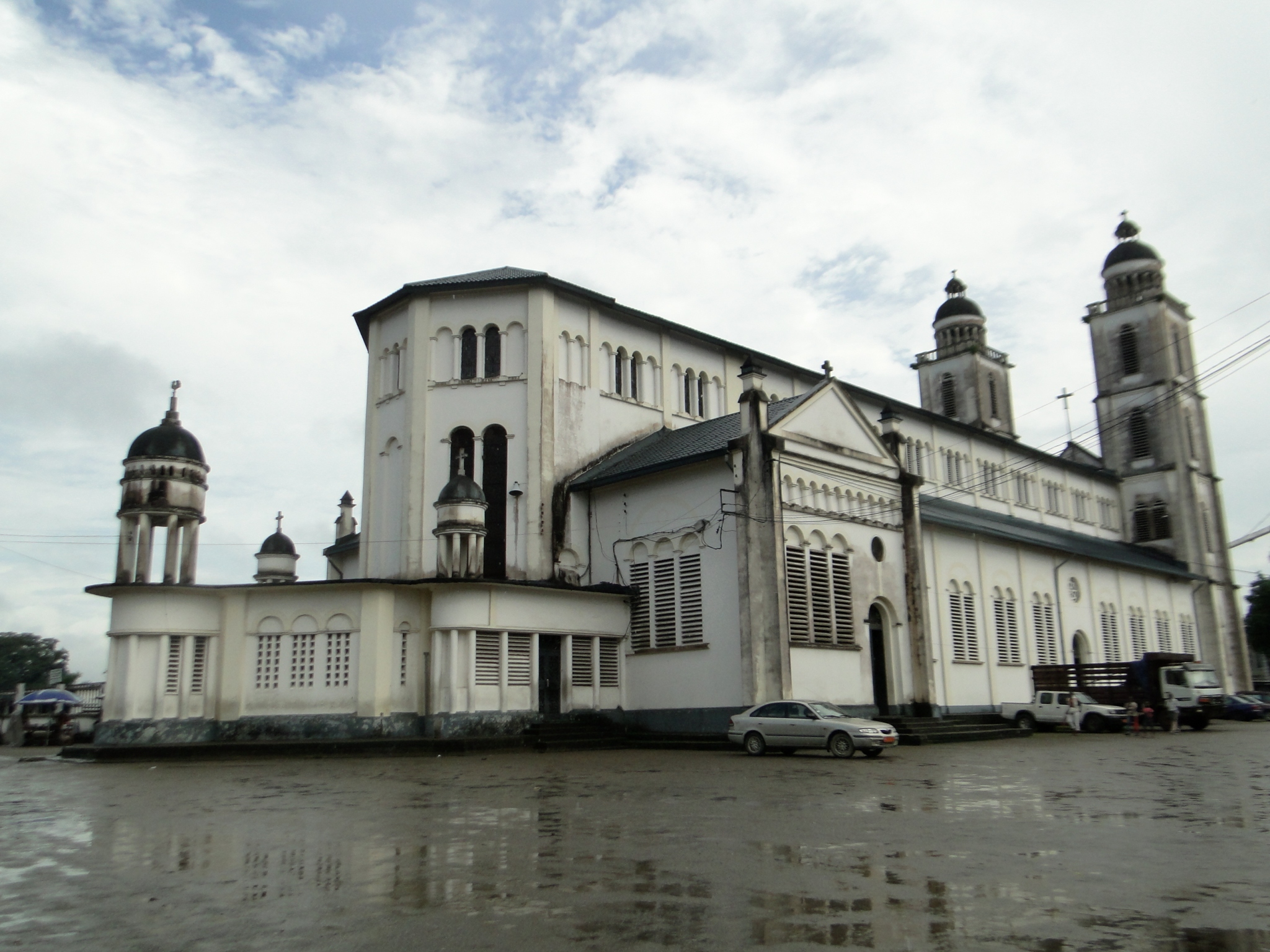
Cathédrale Saints-Pierre-et-Paul de Douala.
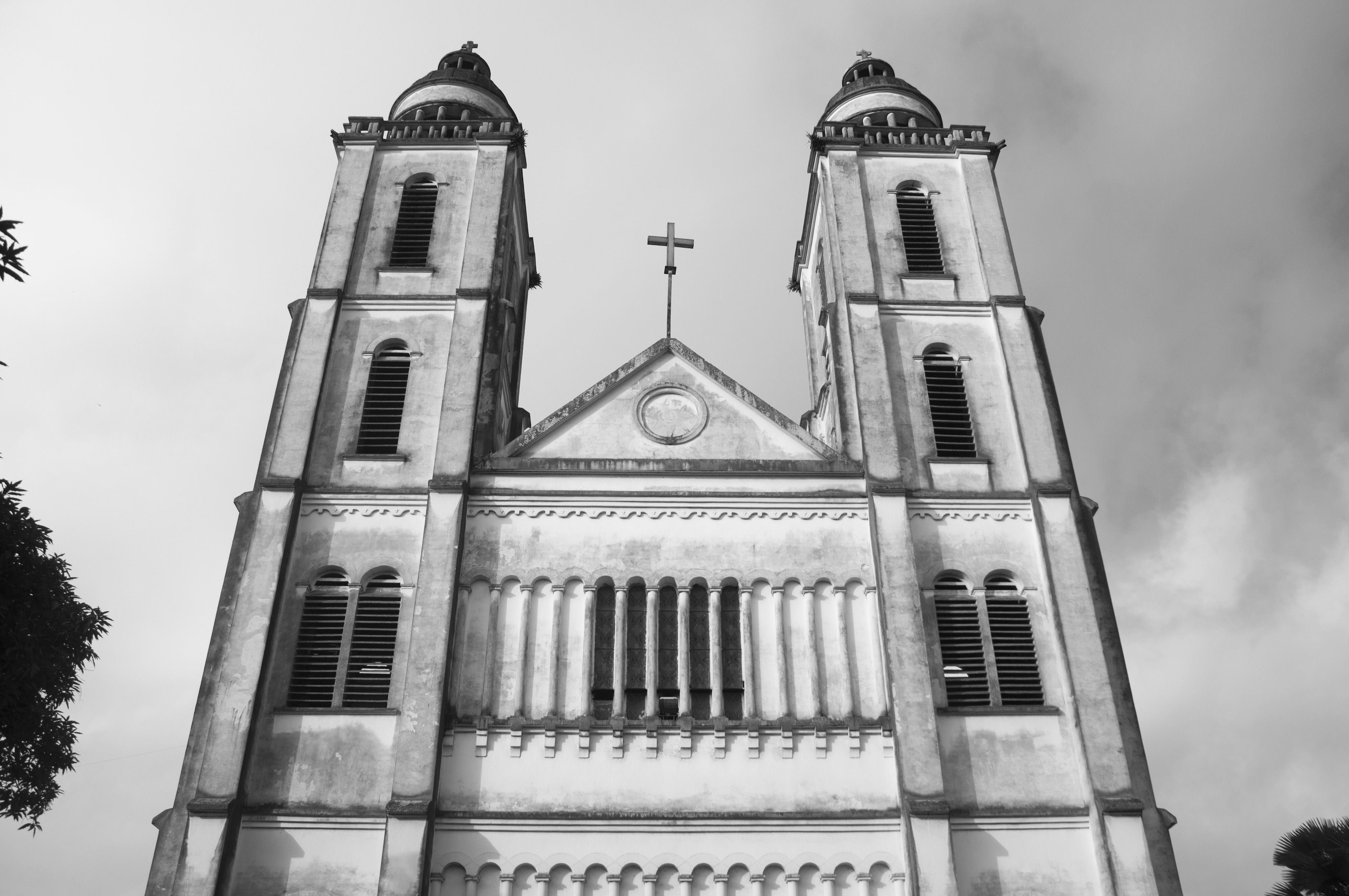
Vue en contre plongée de la cathédrale Saints-Pierre-et-Paul de Douala.
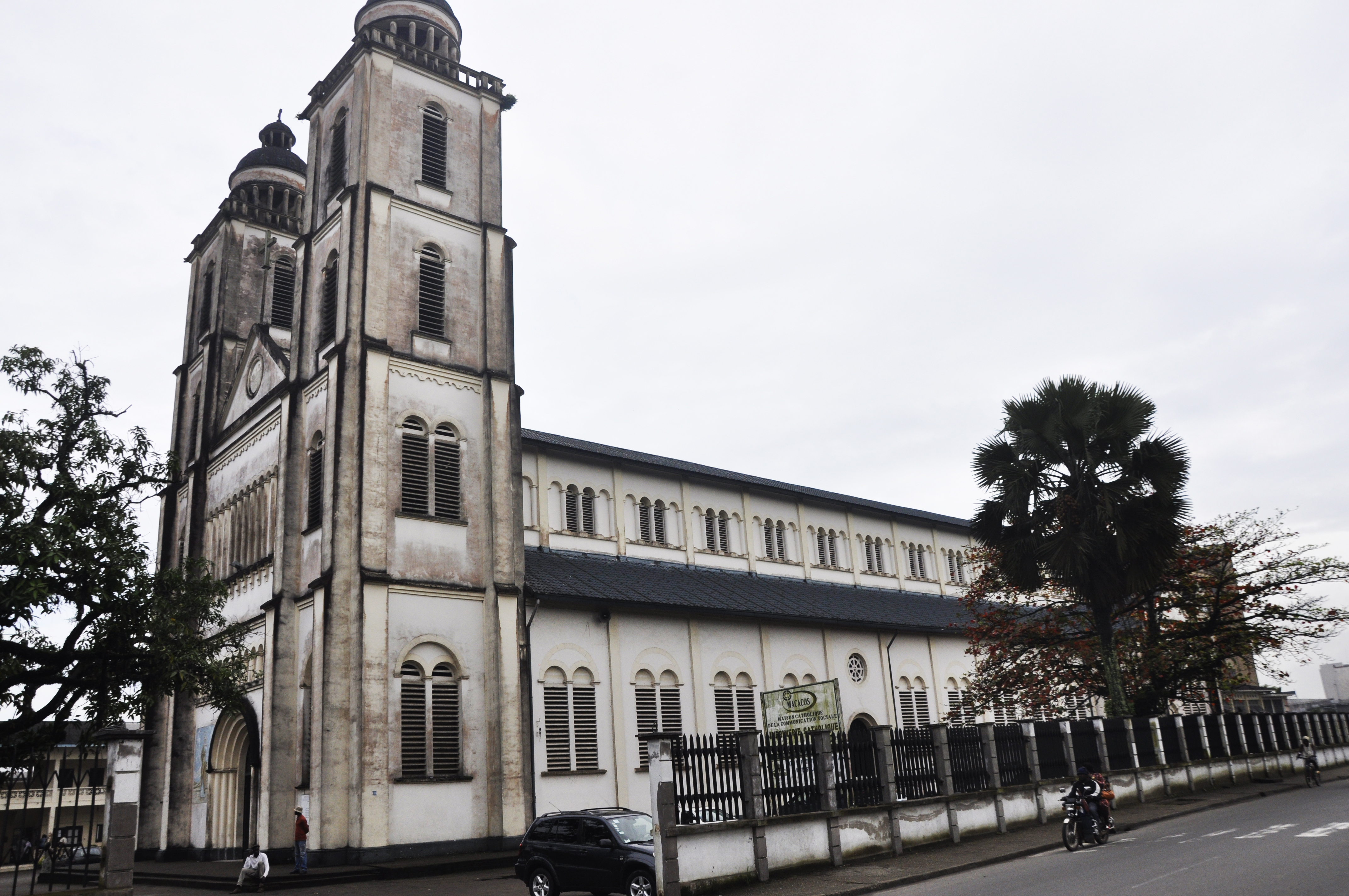
Vue de gauche de la cathédrale Saints-Pierre-et-Paul de Douala.
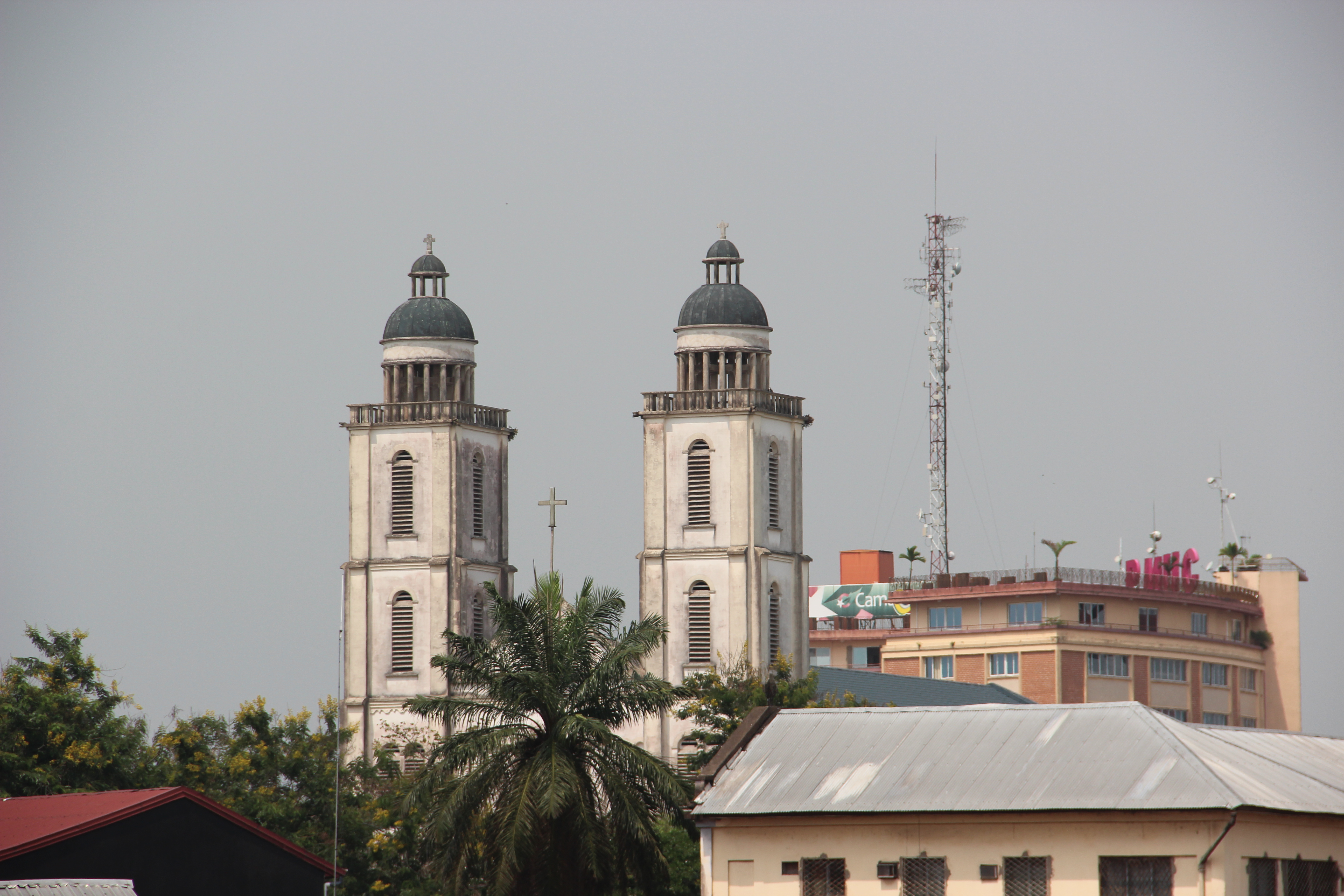
cathédrale Saints-Pierre-et-Paul de Douala à Akwa.
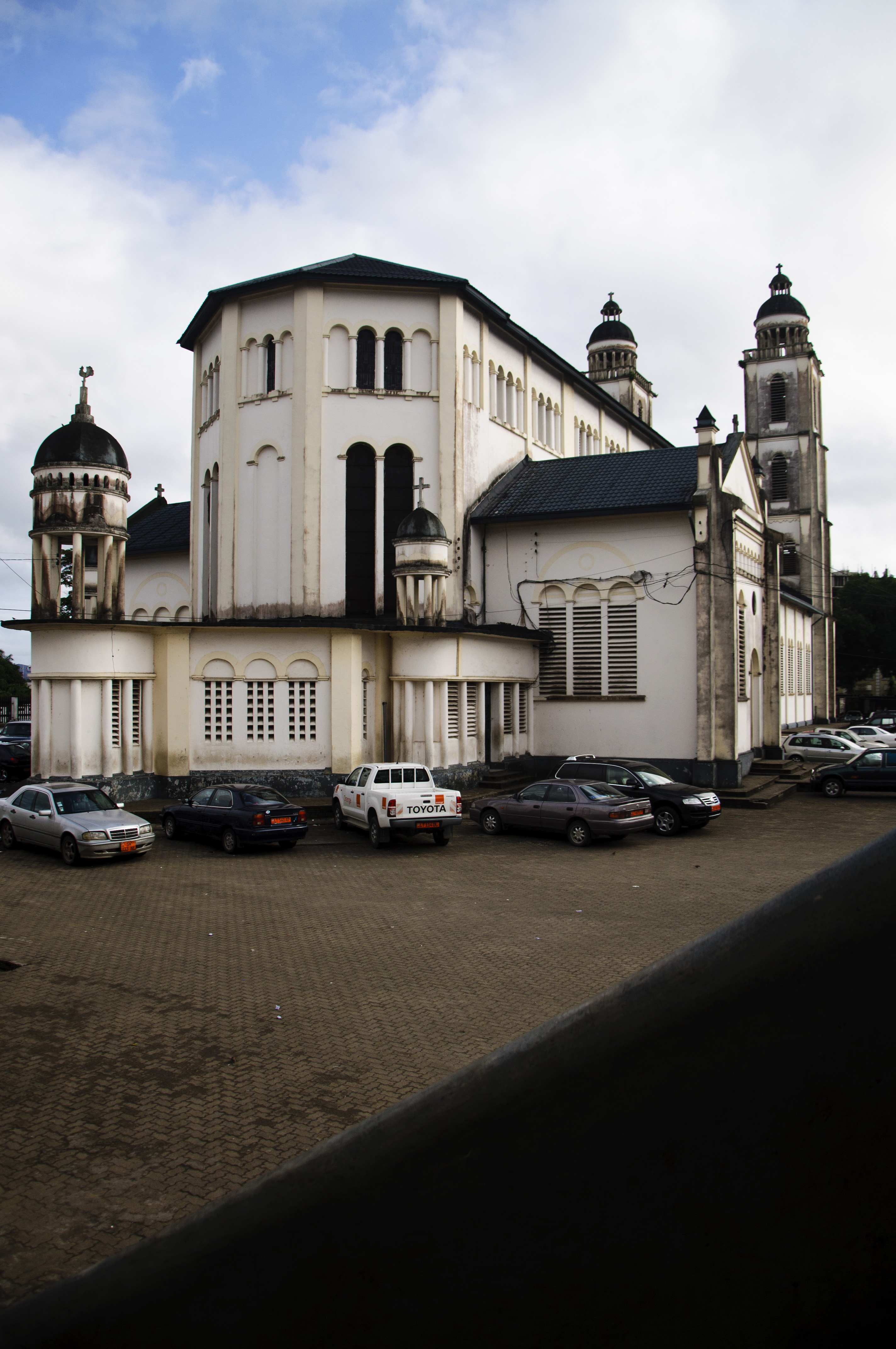
Vue arrière de la cathédrale Saints-Pierre-et-Paul de Douala.
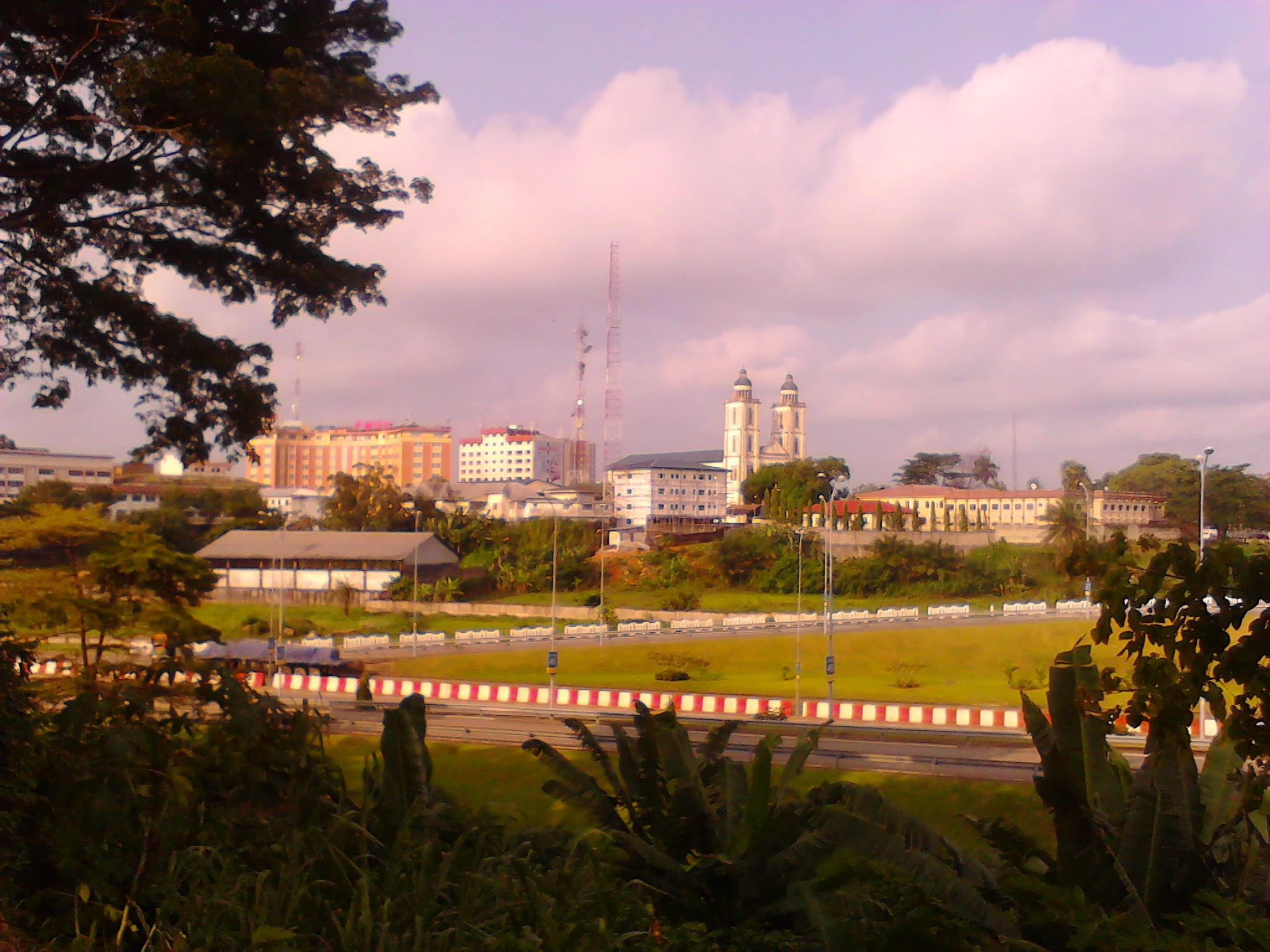
Vue d'ensemble de la cathédrale Saints-Pierre-et-Paul de Douala.
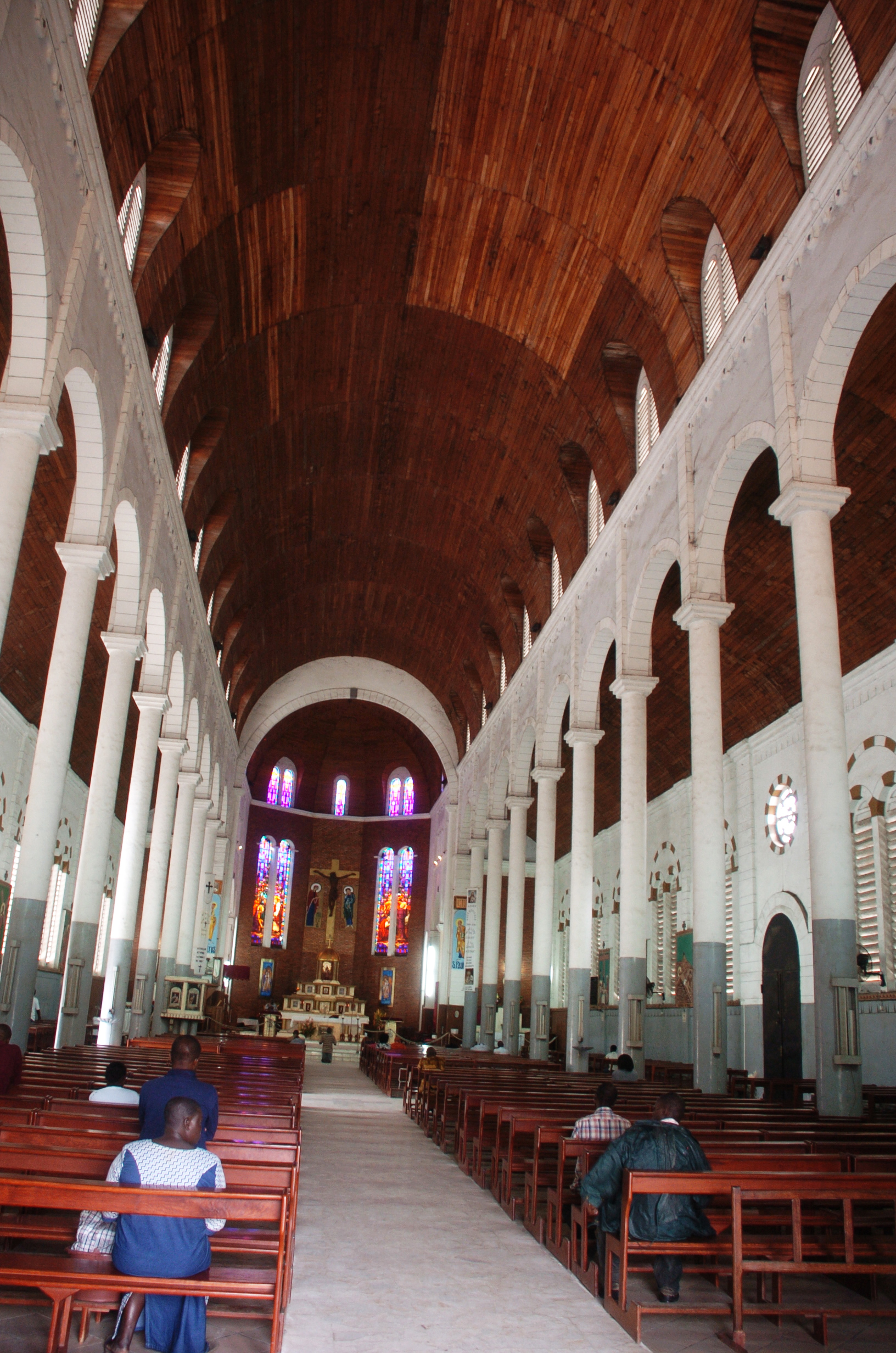
Intérieur de la cathédrale Saint-Pierre-et-Paul de Douala.
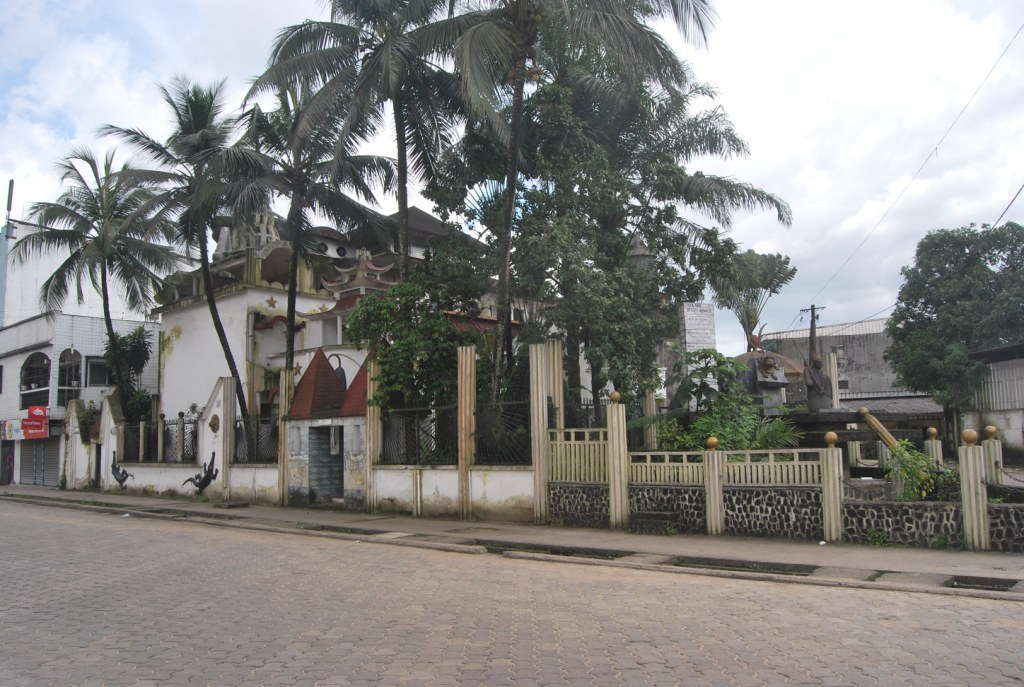
Lieu de résidence du chef Dika Akwa.
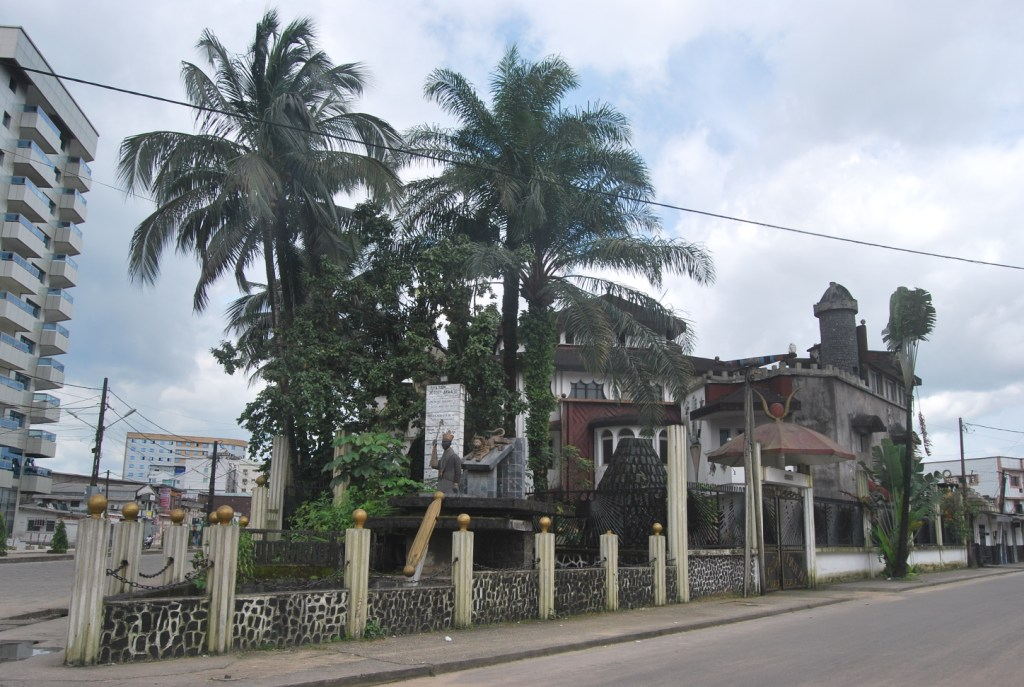
Vue de côté du palais Dika Akwa.
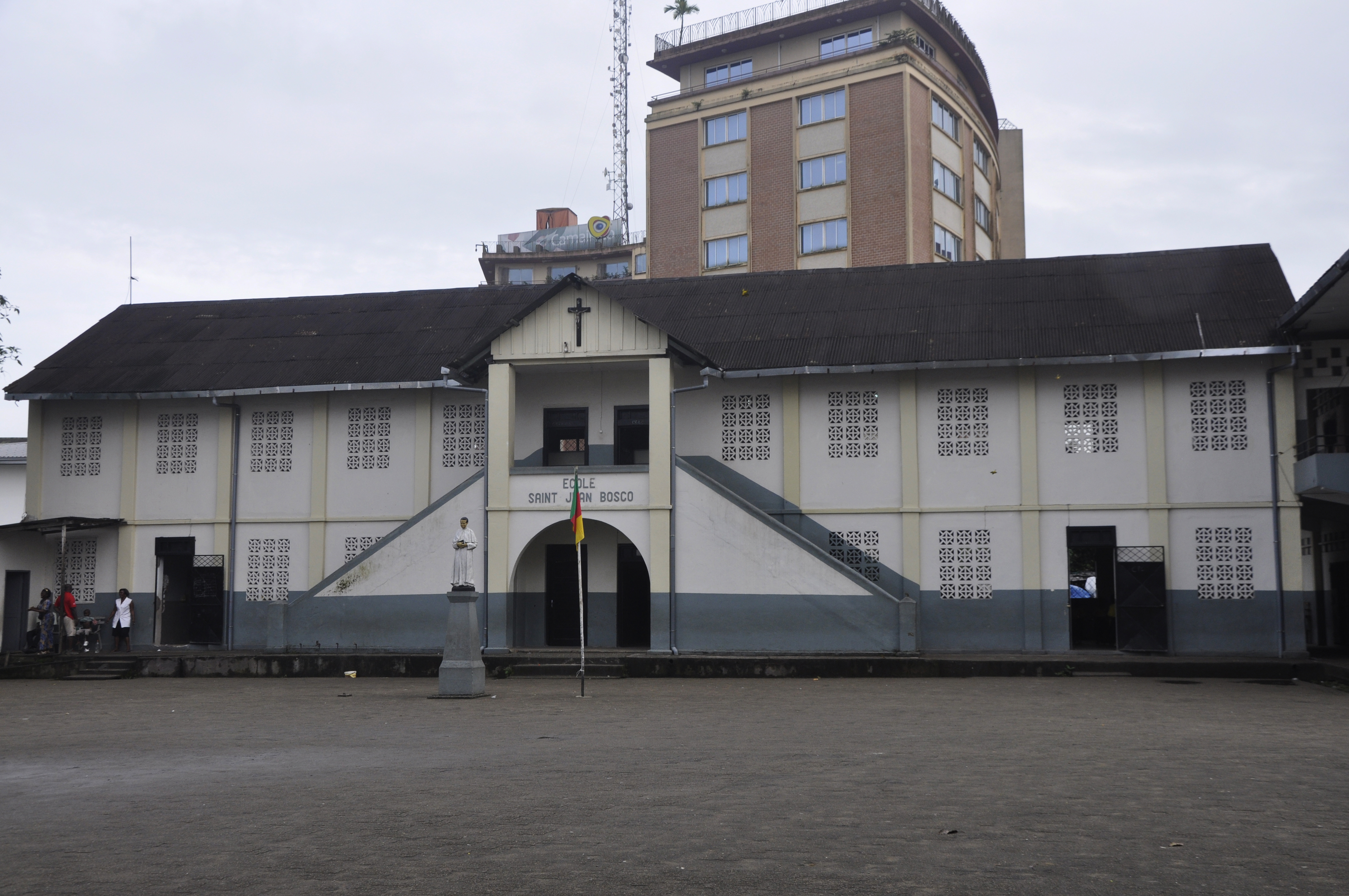
École missionnaire Saint-Jean-Bosco de Douala.
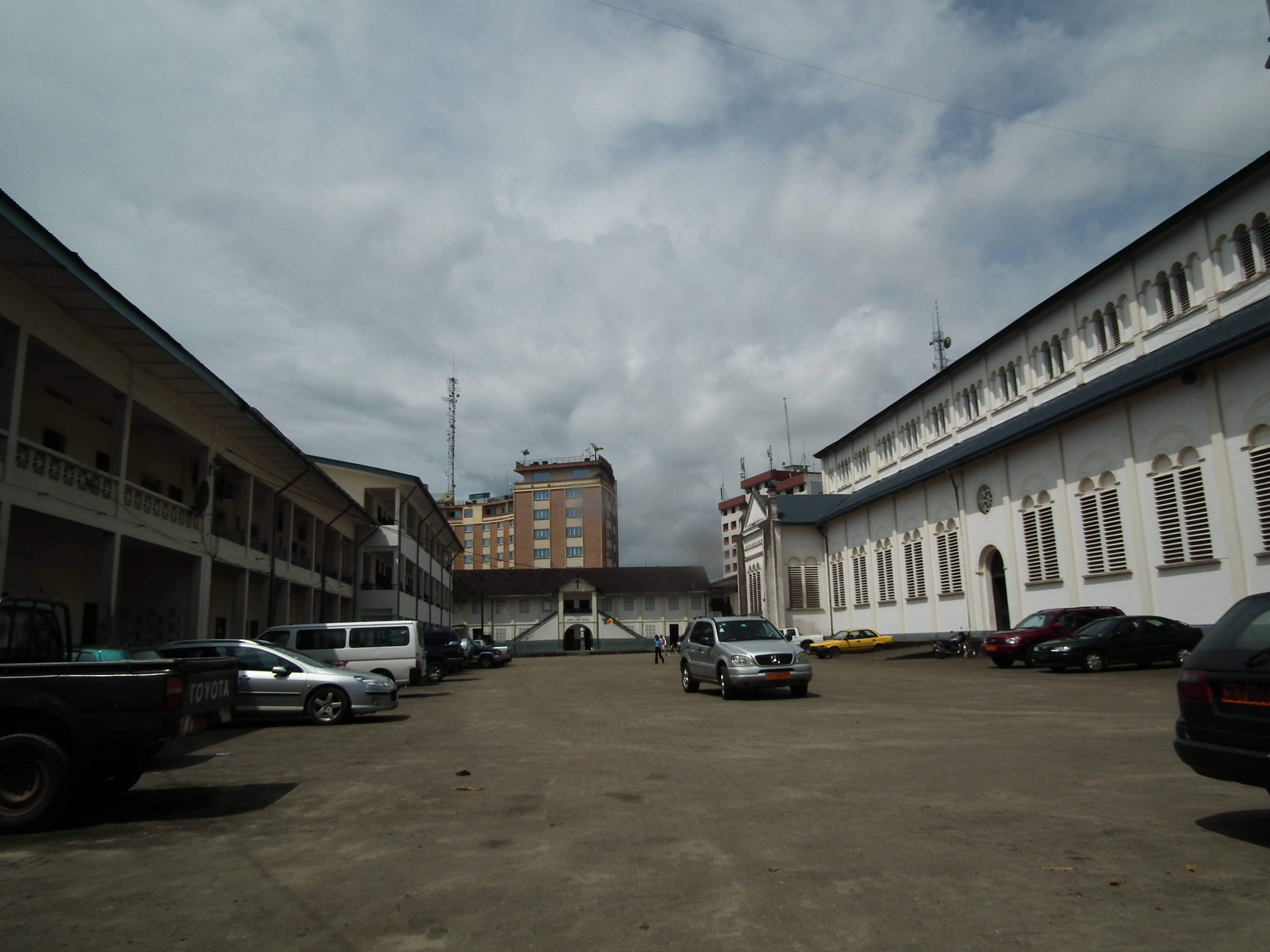
École Saint-Jean-Bosco d'Akwa.
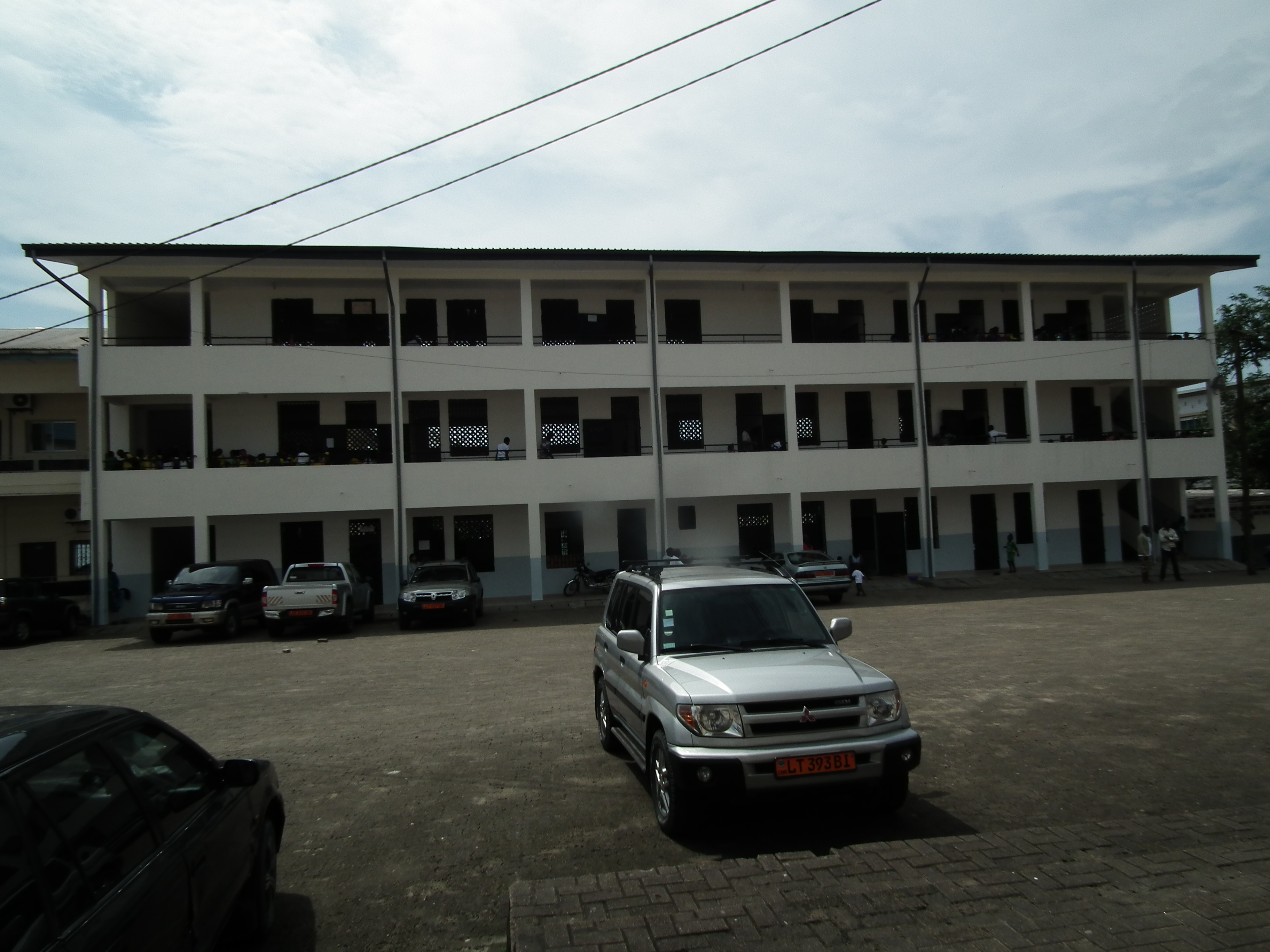
Nouveau bâtiment de l'école Saint-Jean-Bosco.
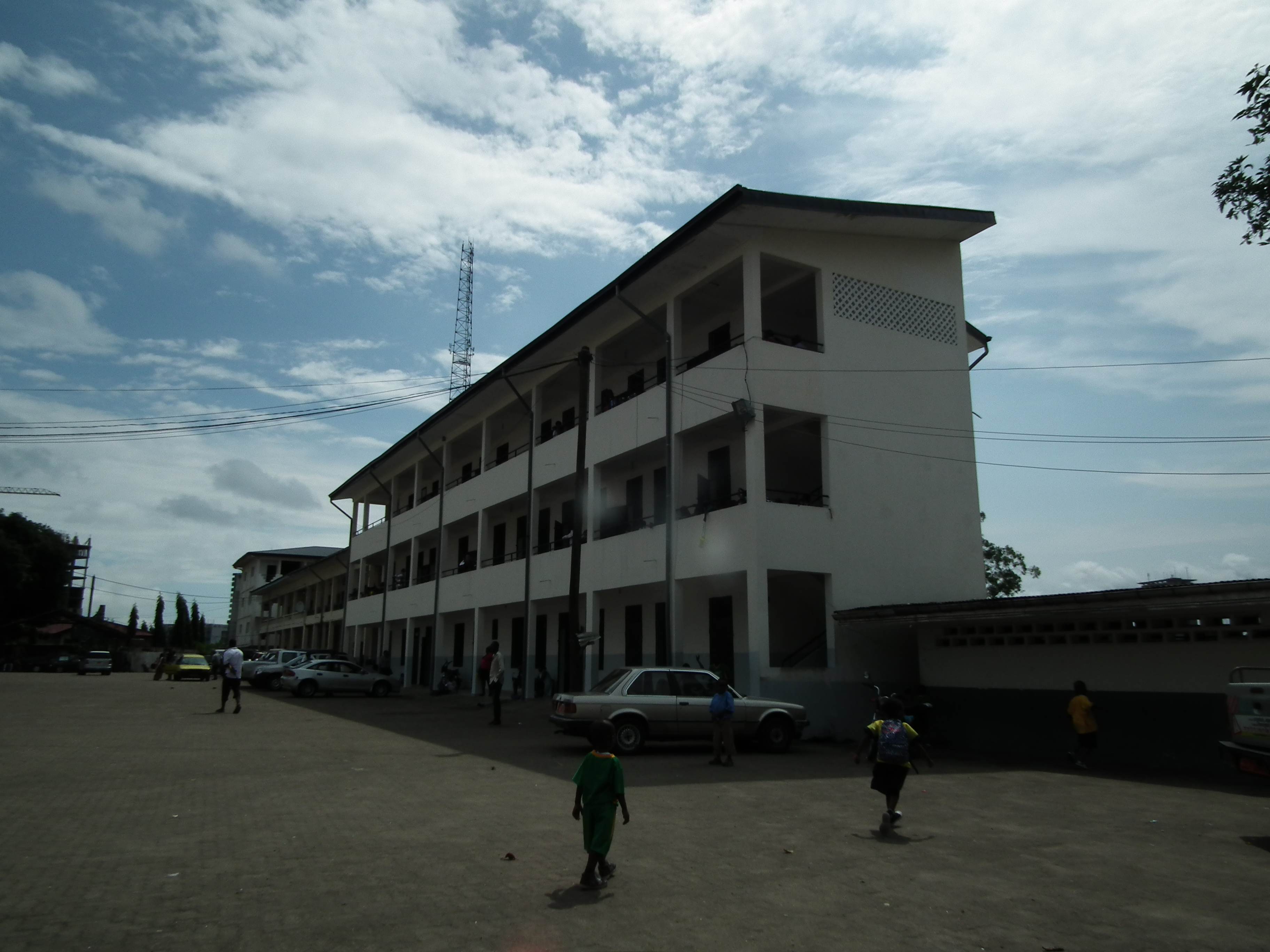
Vue de droite du nouveau bâtiment de l'école Saint-Jean-Bosco.
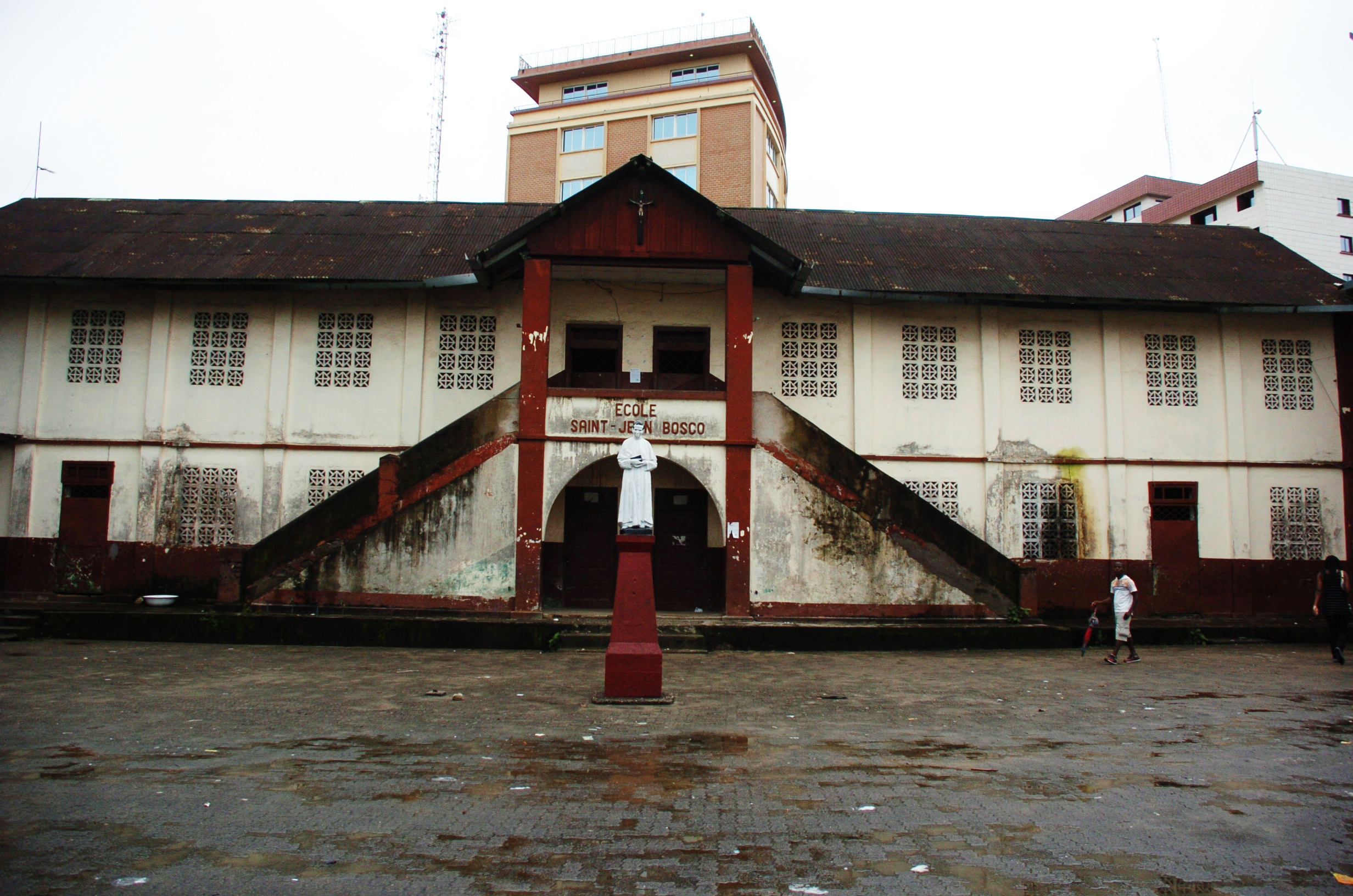
Premier bâtiment de l'école Saint-Jean-Bosco.
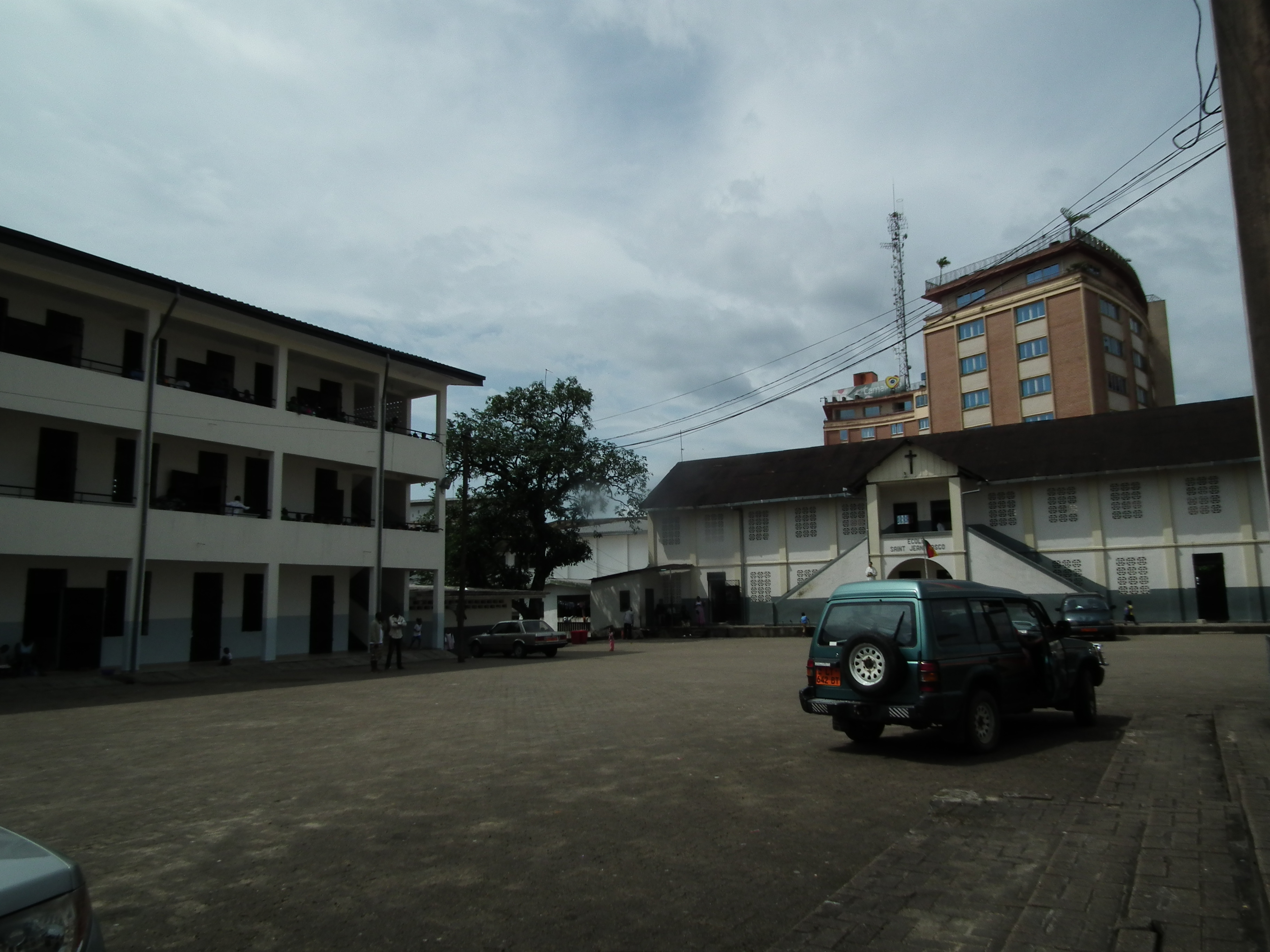
Vue en biais de l'école Saint-Jean-Bosco.
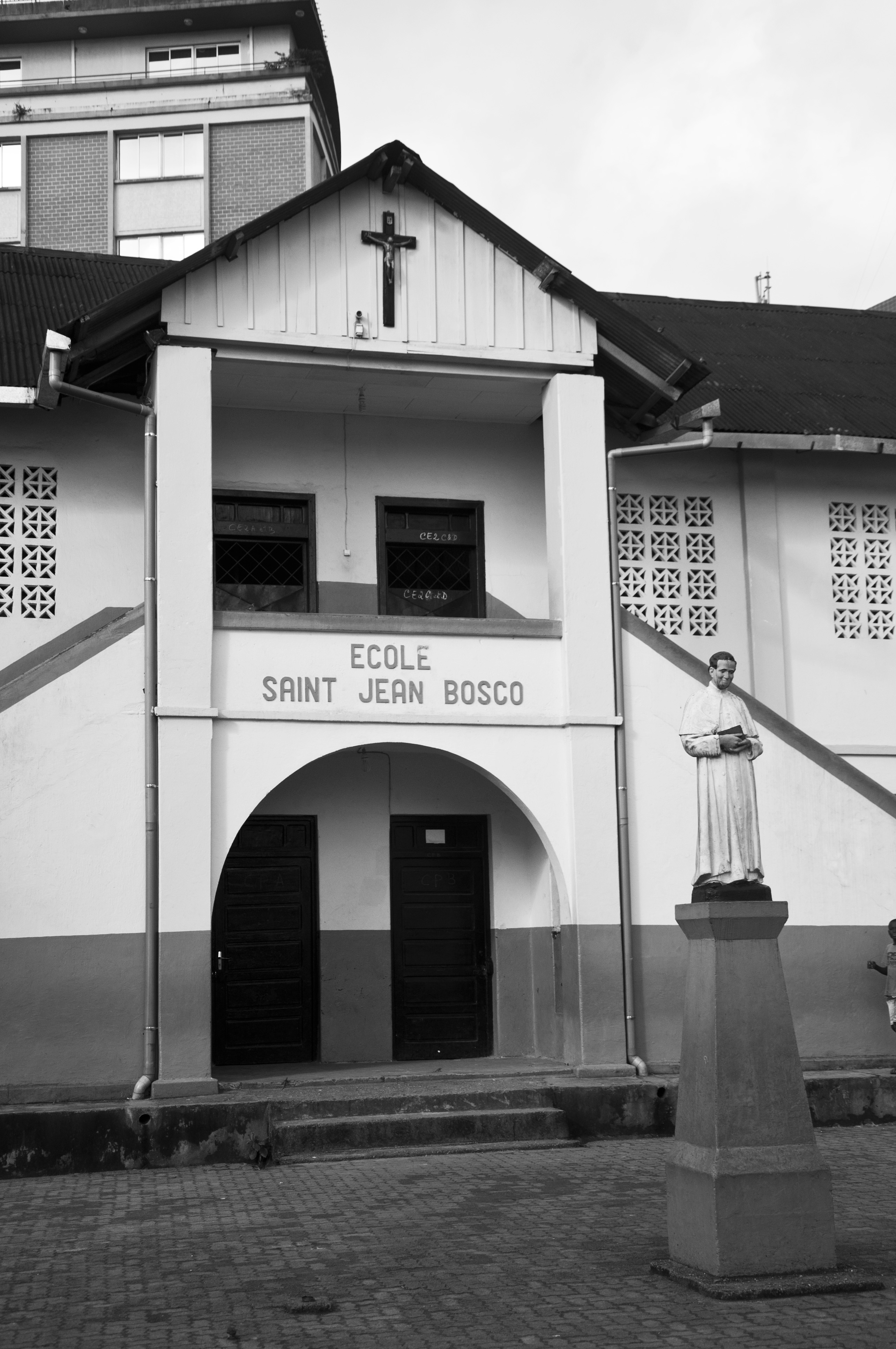
Entrée du 1er bâtiment de l'école Saint-Jean-Bosco.

## Culture
- Salle des fêtes d’Akwa
- Douala Bercy, salle de spectacles et événementiel

## Personnalités nées à Akwa

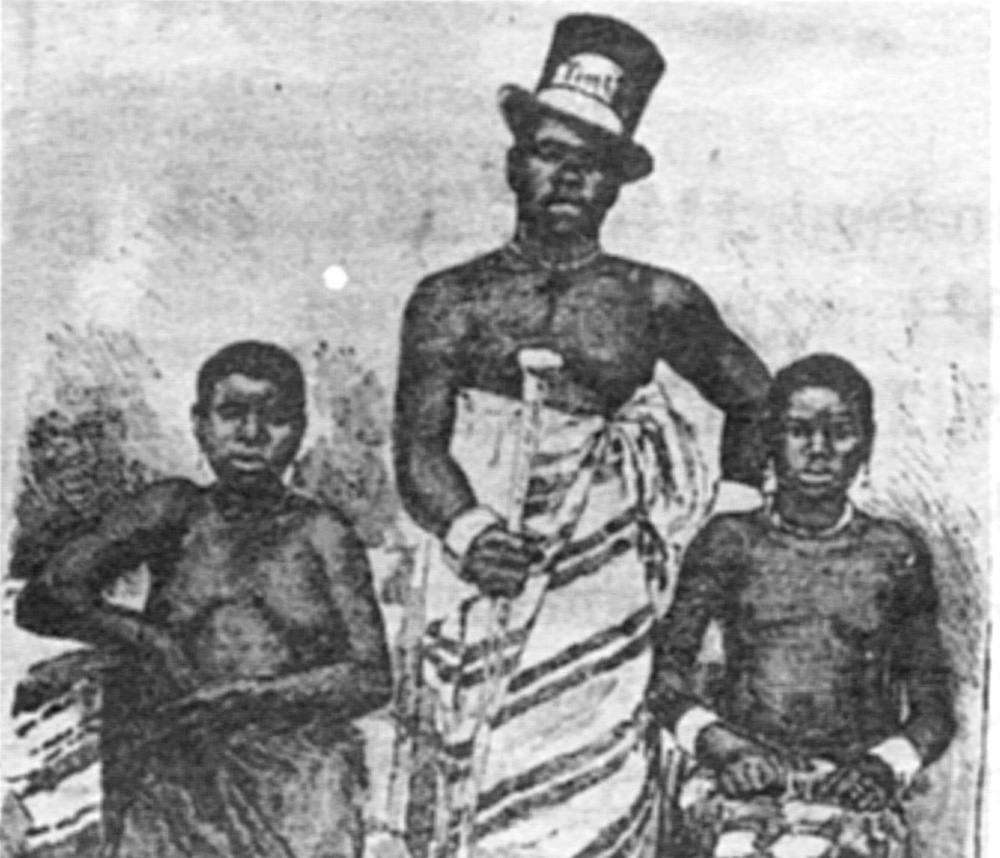
Portrait du roi Akwa et de ses deux épouses.

- Francis Bebey, 1929-2001, artiste, musicien et écrivain camerounais;
- Marcel Bebey Eyidi, 1914-1966, médecin, et homme politique camerounais;
- Eboa Lotin 1942- 1997, artiste musicien et peintre[4].